# Digitális rajztábla

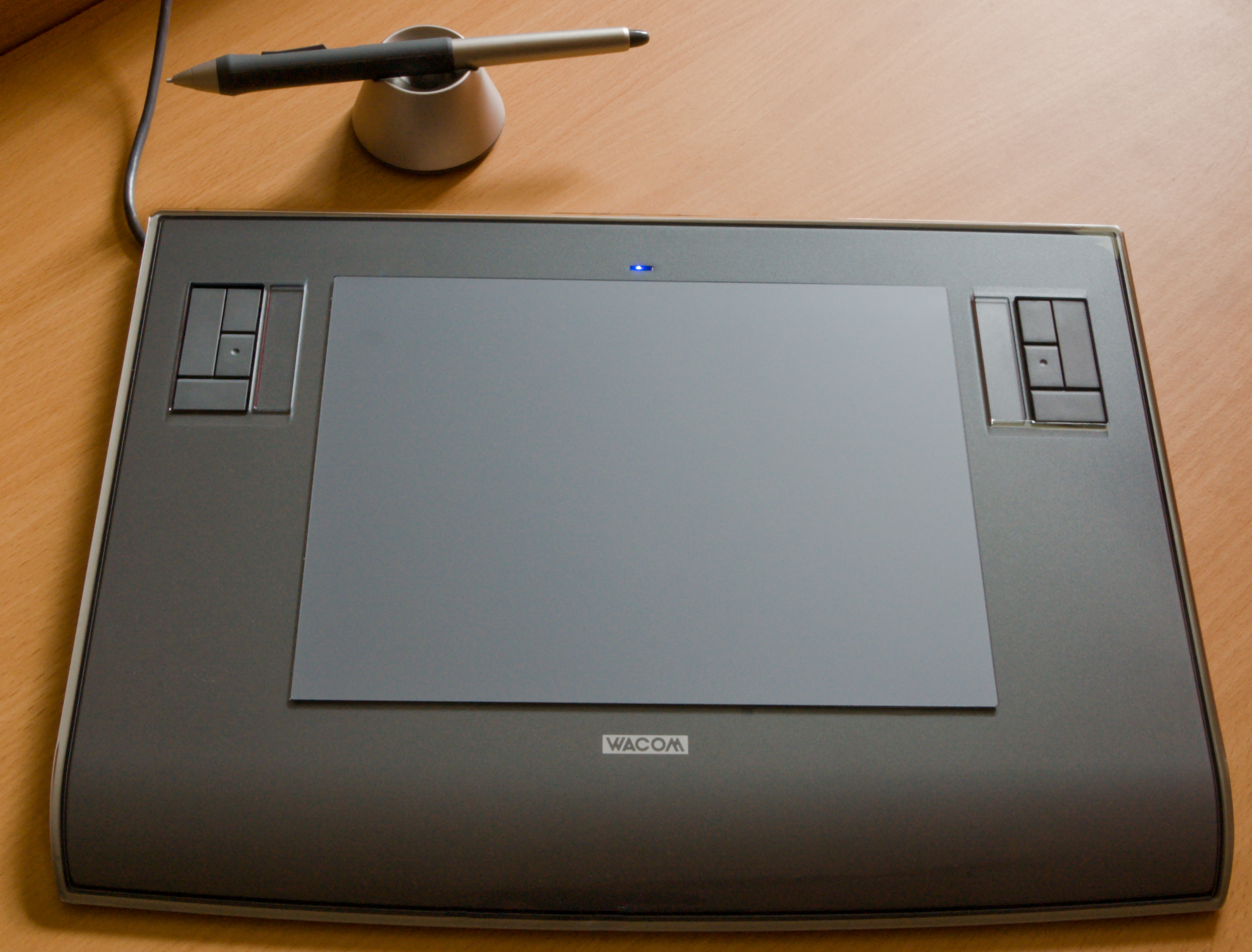
Wacom digitális rajztábla

A digitális rajztábla – digitalizáló tábla, grafikus tábla – egy adatbeviteli eszköz, amely lehetővé teszi, hogy az ember közvetlenül, kézzel vigyen be adatokat a számítógépbe úgy, ahogy a papírra ír vagy rajzol. A tábla segítségével például saját kezűleg írhatja alá dokumentumait ahelyett hogy egy lapolvasó (szkenner) berendezésen keresztül elkészített, kép formátumban rögzített aláírást helyezne el a kívánt helyre.
A digitális rajztábla egy sík felületű tábla, amelyen a felhasználó egy tollhoz hasonló eszközzel dolgozik: rajzol, ír vagy „fest”. Az eredmény általában nem jelenik meg a táblán, hanem a monitoron lesz látható. (Az interaktív monitorok esetében az írás vagy rajzolás közvetlenül a monitor felületén történik, nem egy külön táblán.) Az egyszerűbb digitalizáló táblák feladata, hogy helyettesítsék az egeret. Előnyük, hogy a kurzor mozgatása a segítségükkel sokkal gyorsabbá és pontosabbá válik. Így az irodai alkalmazások hatékonyságának növelésében és az egyszerűbb feladatok elvégzésében van jelentős szerepük (jegyzetelés, kézi aláírás, gyors menükezelés, objektumok mozgatása, képretusálás stb.).

## Története
Kezdetben akusztikus elven működtek ezek a grafikus táblák. A technológia az volt, hogy a táblában mikrofonokat helyeztek el. Amikor a toll hegye érintkezett a táblával, akkor a mátrixban az adott ponton elhelyezkedő mikrofon érzékelte a hangot, és továbbította az adatot a számítógép felé. De ez egy igen csak bonyolult és költséges volt, ráadásul a szenzorok a külső hangokra érzékenyek voltak.
Az első, kézírást felismerő és a grafikus táblához leginkább hasonlító berendezés egy Styalator nevű számítógép volt 1957-ben.
Az első digitális rajztáblának nevezhető eszköz a RAND Tablet néven is ismert Grafacon (Graphic Converter) 1964-ből. A táblában vízszintesen és függőlegesen elhelyezkedő drótok adták meg a toll helyzetének koordinátáit, ahogy fogták annak mágneses jelét.
A 70-es években és a 80-as évek elején ID (Intelligent Digitizer) és BitPad néven váltak népszerűvé a Summagraphics Corporation által gyártott digitalizáló táblák. Ekkor ezeket a beviteli eszközöket elsősorban a számítógépes tervezés, a CAD (Computer Aided Design) területén használták. Ezek az eszközök a magnetostrikció elvén működtek, tehát a ferromágneses anyagok mágneses igénybevétel hatására létrejövő rugalmas alakváltozásán alapultak. Ez a technológia lehetővé tette a toll hegyének érzékelését még akkor, amikor az nem is ért a táblához (Z-tengely).
Érdekesség, hogy a 80-as évek elején a KFKI-ban is történtek próbálkozások a digitalizáló tála kifejlesztésére, ugyanis a kelet-európai államokat sújtó kereskedelmi embargó, a COCOM-lista miatt ezeket az eszközöket nem lehetett importálni Magyarországra.
A piacon az első személyi számítógéphez gyártott grafikus tábla a KoalaPad volt, ami eredetileg az Apple II számára készült, de végül minden otthoni számítógép grafikai támogatásához elérhetővé tették. A grafikus táblák elterjedése azonban csak a 80-as évek végére tehető, amikor már olyan kiegészítő funkciókat is el tudtak látni, mint a kézírás-felismerés. Ezek a táblák már érzékenyek voltak a nyomásra, de a tollak még kábellel voltak összekötve a számítógéppel. Erre a piacra robbant be a Wacom nyomásérzékeny tábláival, és a vezeték és elem nélkül működő tollaival. 1984-ben, Japánban rájöttek arra, hogy amikor nyomdába küldenek egy anyagot, nagyon nehéz a nyomatokat előállítani, hiszen a japán írásjeleket szinte lehetetlen volt megfelelően bevinni. Kezdetben erre a célra digitális táblát, vagy digitalizáló táblát használtak, melyet a Wacom Co. kezdett el gyártani. Persze egészen napjainkig is használják ezeket aktívan.
Most már ezeket a táblákat rajzolásra, írásra, multitouch funkciókra és sok minden másra is lehet használni.